# Newt Gingrich
Newton Leroy McPherson dit Newt Gingrich, né le 17 juin 1943, est un homme politique, écrivain et conseiller américain.
Dans les années 1970, il donne des cours d'histoire et de géographie au West Georgia College (en). Durant cette période, il participe à plusieurs campagnes républicaines pour la chambre des représentants avant de gagner l'élection en novembre 1978. Il est Whip minoritaire de la Chambre des représentants de 1989 à 1995. Président de la Chambre des représentants du 4 janvier 1995 au 3 janvier 1999, il est désigné homme de l'année par le magazine Time en 1995, puisqu'étant à l'origine de la « révolution républicaine » dans la chambre, mettant fin à quarante années de majorité démocrate. Il représente pendant plusieurs années l'opposition du Parti républicain face au président Bill Clinton.
Candidat aux primaires présidentielles du Parti républicain de 2012, il se retire alors qu'il est devancé par Mitt Romney.

## Biographie

### Origines et études
Newton Leroy McPherson est né à Harrisburg (Pennsylvanie) le 17 juin 1943. Fils de Kathleen Kit Daugherty et de Newton Searles McPherson. Ses parents divorcent peu après la naissance de leur enfant, et Kathleen Daugherty se remarie en 1946 avec Robert Gingrich, lequel adopte Newt et lui donne son nom.
Il est diplômé en histoire (Bachelor Degree) de l'université Emory à Atlanta et titulaire d'un Master suivi d'un doctorat (PhD) en histoire européenne, ce dernier ayant été obtenu en trois ans à l'université Tulane. Son sujet de thèse fut « La politique belge d'éducation au Congo (1945-1960) ».

### Carrière politique

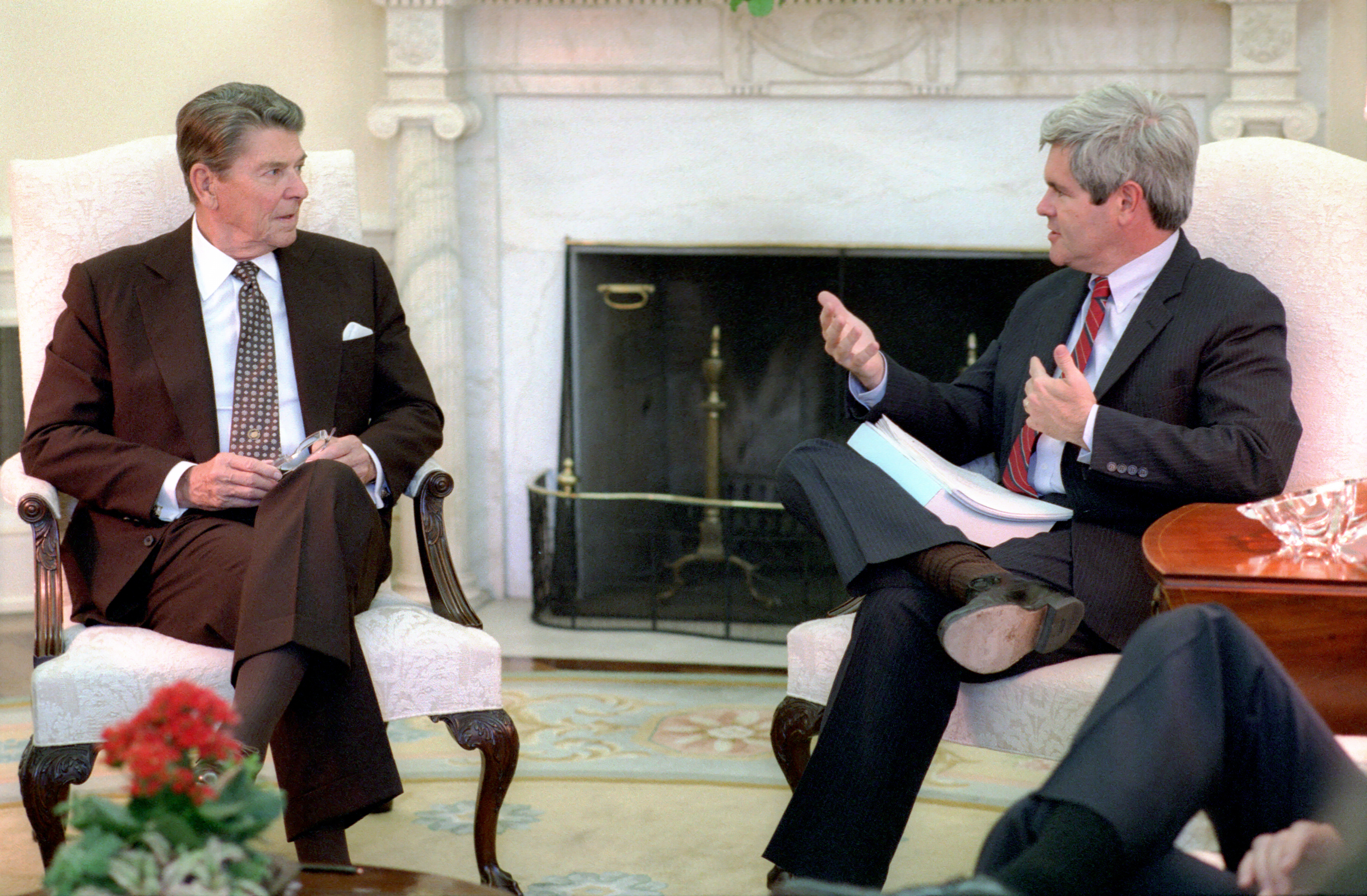
Newt Gingrich avec Ronald Reagan, le 20 mai 1985.

En 1968, Gingrich s'engage au côté de Nelson Rockefeller puis est candidat au congrès en 1974 et 1976. Il est élu en 1978 au Congrès, où il est le représentant des quartiers sud d'Atlanta. Il est ensuite réélu à 6 reprises.
En 1995, il devient le président de la Chambre des Représentants. Il quitte le Congrès quatre ans plus tard, lâché par ses propres alliés qui lui reprochent son autoritarisme, et devient éditorialiste politique.
Il est consultant pour le géant du crédit hypothécaire Freddie Mac, qui lui verse[Quand ?] 1,6 million de dollars. La nature de son travail reste incertaine : lui-même affirme avoir été employé comme historien, alors que Mitt Romney, son adversaire lors de la primaire républicaine de 2012, estime qu'il était en réalité lobbyiste.
En mai 2011, il annonce sa candidature aux primaires présidentielles du Parti républicain de 2012. Grâce à des interventions remarquées lors des débats télévisés et au déclin d'autres candidats, dont Rick Perry et Herman Cain, il devient le favori en novembre 2011, devançant notamment Mitt Romney. Les sondages nationaux le placent largement en tête des intentions de vote, avec 37 % de soutien, contre seulement 22 % pour Mitt Romney. Son avance régresse progressivement au cours des semaines suivantes et il est finalement devancé par Mitt Romney, Rick Santorum et Ron Paul lors des premiers scrutins de l'Iowa et du New Hampshire. Il parvient néanmoins à créer la surprise le 21 janvier en remportant l'État de Caroline du Sud, loin devant les autres prétendants, avec plus de 40 % des suffrages exprimés. Cette victoire inespérée lui permet de créer une nouvelle dynamique et d'apparaître comme une alternative crédible à Mitt Romney pour représenter le camp conservateur face à Barack Obama. Cependant, cette remontée est de courte durée. Des performances décevantes lors de débats télévisées et une contre-offensive financière accrue de la part des autres candidats freinent la percée de Gingrich. Il est ainsi nettement battu par Mitt Romney lors de la primaire suivante, en Floride, qui l'emporte avec près de 15 % d'avance. Dégringolant ensuite dans les sondages, il a accusé ce dernier de vouloir « acheter l'élection ». Largement devancé par Mitt Romney, il se retire de la course à l'investiture républicaine le 2 mai 2012.

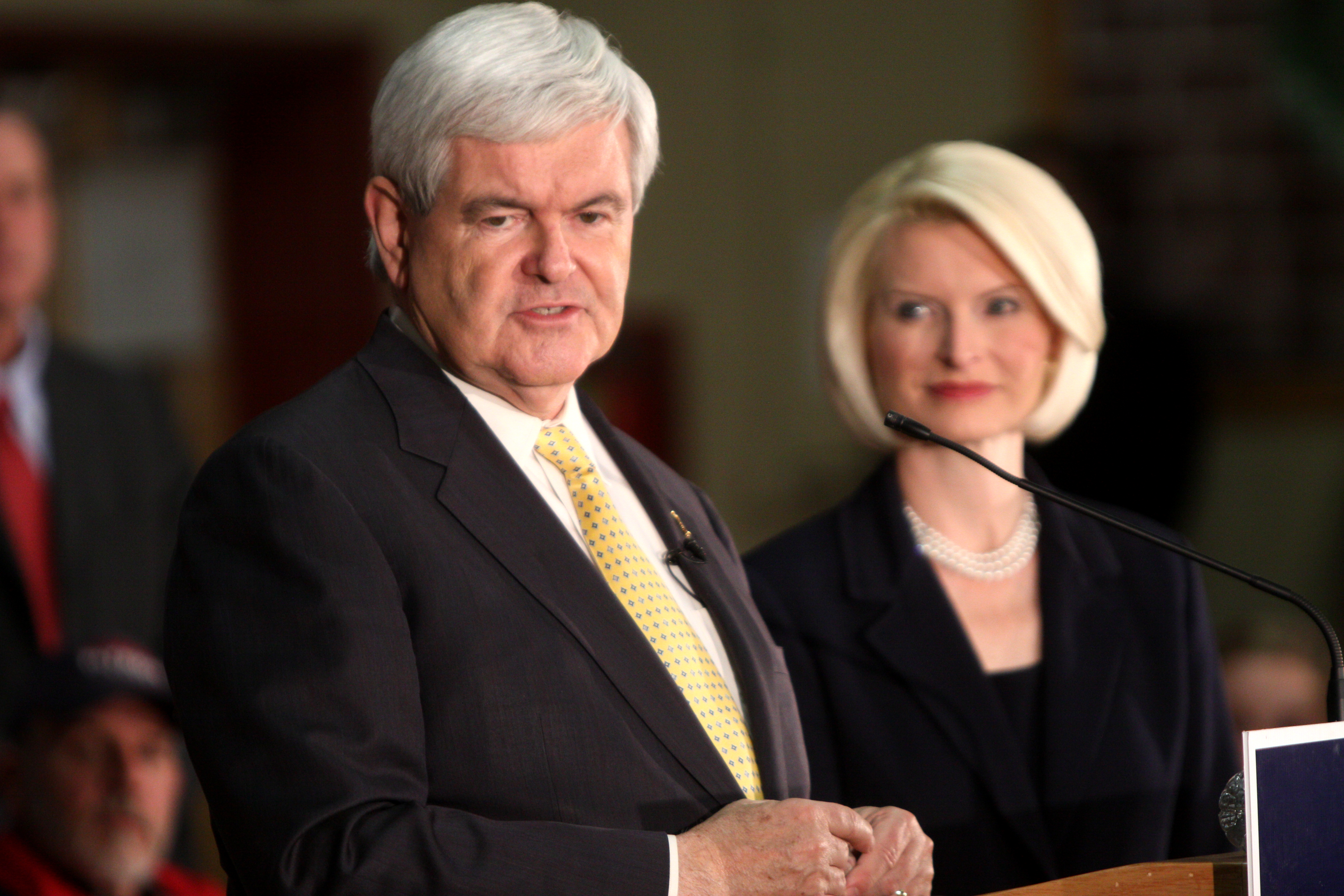
Newt Gingrich en campagne électorale avec son épouse Callista en 2012 à Derry (New Hampshire).

En 2016, il est cité comme possible candidat du Parti républicain au poste de vice-président pour l'élection présidentielle, aux côtés de Donald Trump. C'est cependant le gouverneur de l'Indiana, Mike Pence, qui devient le colistier de Donald Trump. Depuis lors, Newt Gingrich est resté malgré tout un soutien constant de ce dernier qui, par ailleurs, nomme son épouse Callista ambassadrice au Vatican en décembre 2017.

### Vie privée
Ayant été baptisé et élevé dans la religion luthérienne et après avoir passé la plus grande partie de sa vie d'adulte comme baptiste, Gingrich s'est converti au catholicisme (religion de sa dernière épouse) en 2009. Il s'est marié trois fois, les deux premiers mariages s'étant terminés par un divorce à cause de liaisons. Il a deux filles de son premier mariage. Il est l'époux de Callista Gingrich (née Bisek) depuis l'an 2000. Le ménage demeure à McLean en Virginie.

## Prises de positions notables

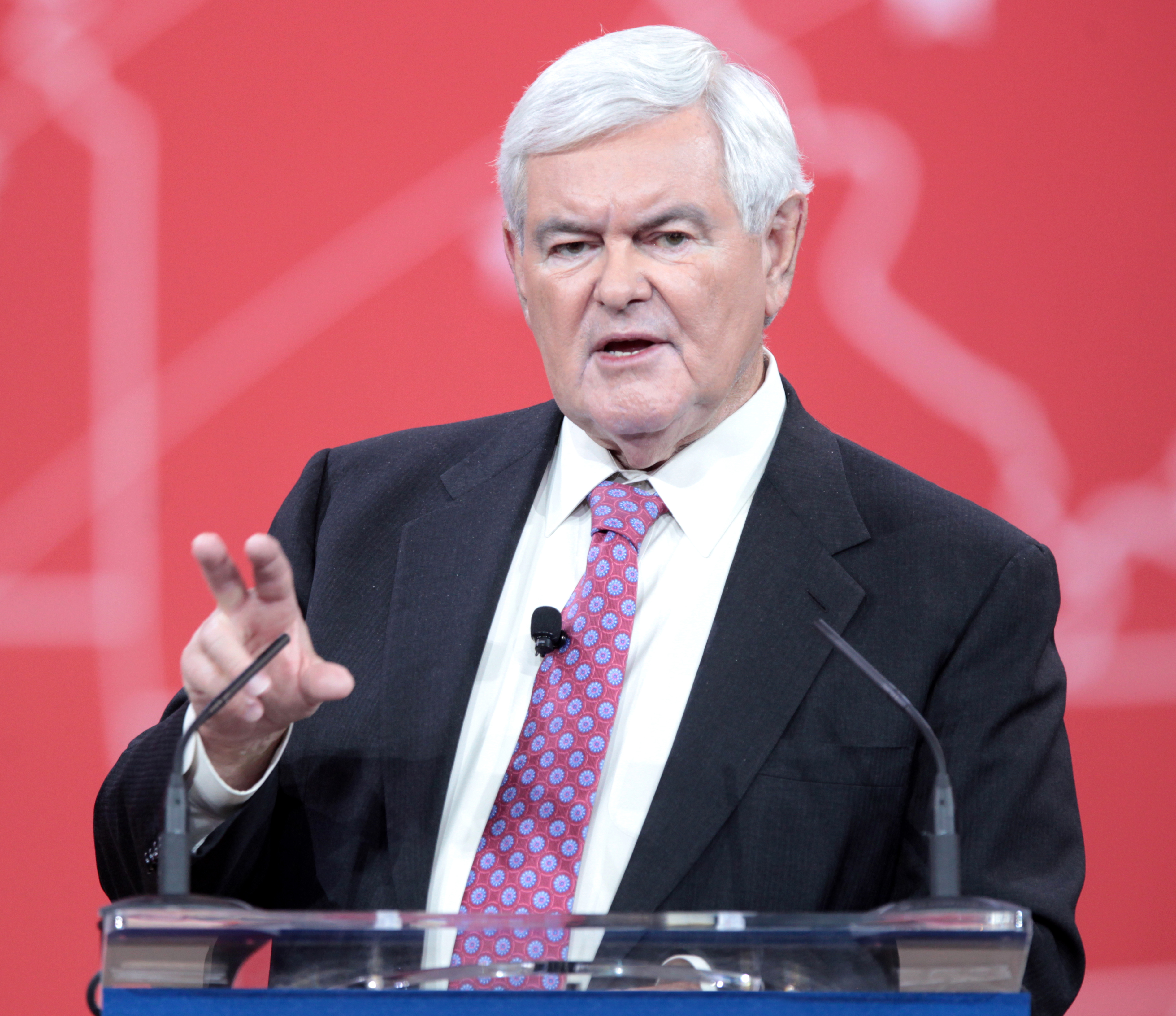
Newt Gingrich à la Conservative Political Action Conference de 2015.

Auteur du contrat avec l'Amérique en 1994, Newt Gingrich est le fondateur de « American Solutions for Winning the Future ». Il s'est prononcé pour la suppression de l'agence américaine de protection de l'environnement (EPA). Contrairement aux positions traditionnelles du parti républicain, il s'est prononcé durant la campagne des primaires de l'élection présidentielle américaine de 2012 en faveur d'une intégration des immigrés clandestins présents dans le pays depuis des décennies, intégrés et qui paient des impôts. Au cours de la primaire, il a aussi attaqué Romney sur sa maîtrise du français, nourrissant une moquerie populaire vis-à-vis de la France qui est fréquente aux États-Unis. Cependant, Newt Gingrich a lui-même séjourné quelque temps en France, à Orléans, lorsque son beau-père officier (et second époux de sa mère) y était stationné dans le cadre de l'OTAN.
En 2007, Newt Gingrich publie Rediscovering God in America, livre dans lequel il avance que les pères fondateurs voulaient autoriser et encourager l'expression des opinions religieuses dans la sphère publique. Écrivain prolifique, il est également l'auteur de Winning the Future et de To Save America. Newt Gingrich a identifié le domaine de l'éducation comme facteur numéro un de la future prospérité américaine[pas clair]. En décembre 2011, lors d'une interview, il qualifie les Palestiniens de « peuple inventé ».

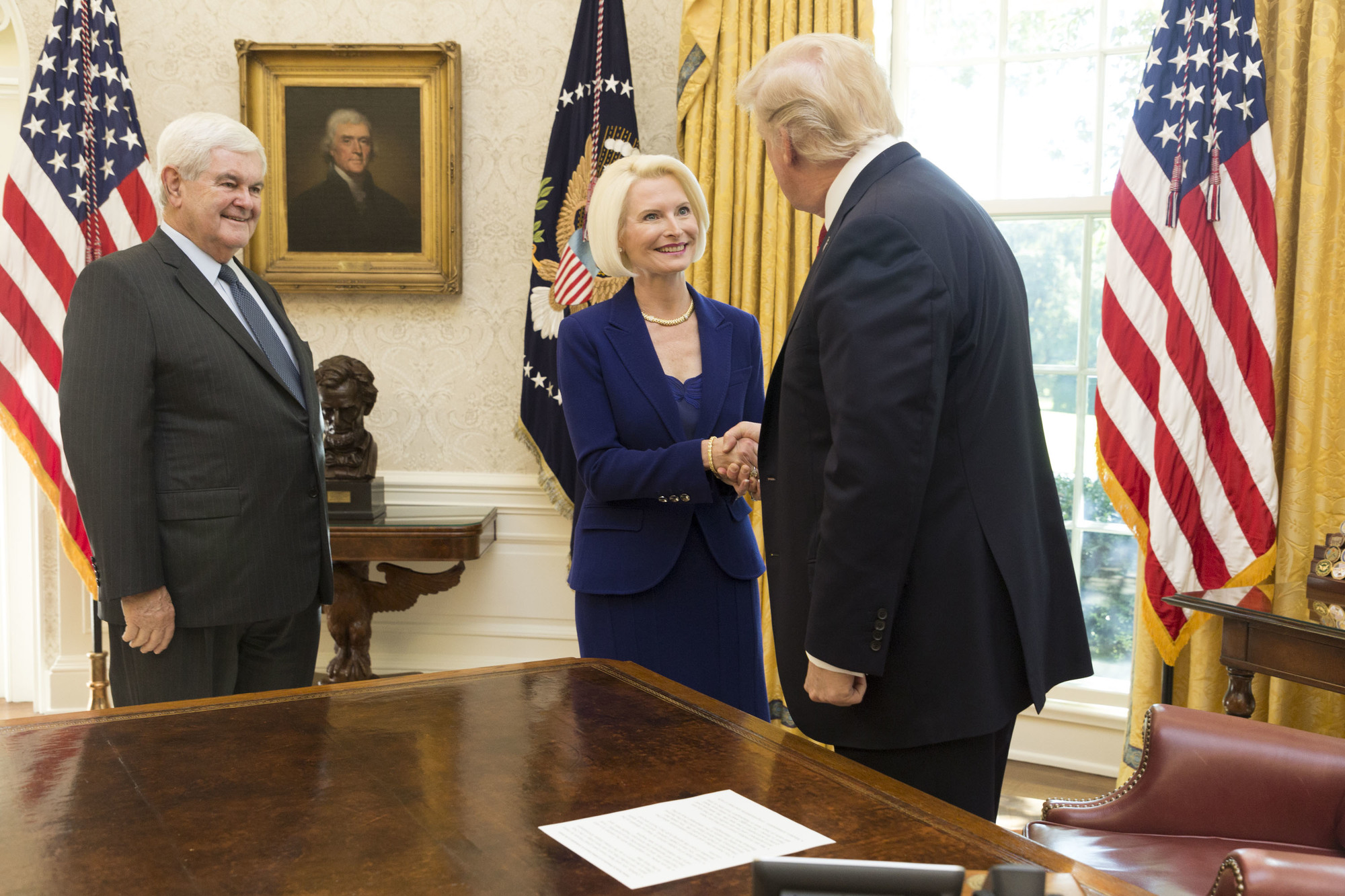
Newt Gingrich et son épouse Callista avec Donald Trump en 2017.

Ses positions à l'égard de la science ont beaucoup varié. Il est historien de formation, se montre intéressé sur le sujet, visite volontiers des laboratoires, mais selon David Malakoff (dans la revue Science en 2016), ses ambitions politiques le pousseraient à adopter ou soutenir des positions politiques que de nombreux scientifiques considèrent comme des anathèmes, notamment en ayant fait la promotion au début des années 1990 d'une forte diminution du budget recherche et développement de l’État fédéral, et en mettant en doute la fiabilité de la science du climat (en revenant plus tard[Quand ?] sur cette position, puis en s'affichant à nouveau climatosceptique lors de la première campagne présidentielle de Donald Trump). Il semble encourager l'enseignement du créationnisme dans les écoles. En novembre 2016, après s'être engagé à ne pas toucher à la recherche sur les cellules souches, il fait campagne en Floride pour Donald Trump en affirmant qu'il fallait interdire toute la recherche sur les cellules souches embryonnaires, y compris les études utilisant des embryons créés par la fécondation in vitro et non utilisés. Dix ans plus tôt, interrogé par Discover Magazine, il déclarait : « Je ne chercherais pas à interdire la recherche sur les cellules souches dans les cliniques pour la fertilité ».
Selon Sherwood Boehlert, homme politique républicain de New York, c'est une personnalité brillante, mais qui est aussi « le pragmatiste ultime. Il va faire et dire aujourd'hui ce qu'il faut faire et dire aujourd'hui pour accomplir ce qu'il veut, et demain il dira et fera quelque chose de complètement différent ». Ces revirements ont irrité de nombreux climatologues, dont Katharine Hayhoe, qui regrette que Gingrich ait modifié un chapitre sur le changement climatique qu'elle avait écrit pour un de ses prochains livres.
Il estime que Julian Assange, le fondateur de Wikileaks, doit être traité comme un « combattant ennemi », à l’instar des prisonniers de Guantanamo.
Sur les questions de politique extérieure, il s’intéresse principalement au monde musulman, qu'il perçoit comme une menace. Selon lui, il faut « exfiltrer les scientifiques » d’Iran et défendre les dictatures proches des États-Unis : « Il me semble étrange que Moubarak [chef d’État égyptien de 1981 à 2011], qui a été notre allié pendant des années, qui a fait tout ce qu’il pouvait pour aider les États-Unis, qui nous a assisté lors de nos campagnes en Irak, qui a fait littéralement tout ce que nous lui avons demandé, soit lâché du jour au lendemain par l’administration Obama, signalant au monde entier : "Ne vous fiez pas aux États-Unis, parce qu’ils vous abandonneront en un clin d’œil, dès qu’ils en auront envie" ». Pour faire des économies, il défend la suppression de l’aide aux pays étrangers.

## Critiques
En janvier 2012, il a été accusé par Elliott Abrams, dans la National Review, d'avoir exagéré son soutien à Ronald Reagan et sa participation à la lutte contre l'URSS.
Dans un article publié en juin 2017 l'éditorialiste Michael Tomasky (en) considère qu'au cours des trente années précédentes aucun homme politique n'a eu une influence plus dommageable sur les États-Unis que Newt Gringrich.

## Historique électoral

### Chambre des représentants
| Année | Newt Gingrich | Démocrate |
| ----- | ------------- | --------- |
| Année |               |           |
| 1974  | 48,5 %        | 51,5 %    |
| 1976  | 48,3 %        | 51,7 %    |
| 1978  | 54,4 %        | 45,6 %    |
| 1980  | 59,1 %        | 40,9 %    |
| 1982  | 55,3 %        | 44,7 %    |
| 1984  | 69,1 %        | 30,9 %    |
| 1986  | 59,5 %        | 40,5 %    |
| 1988  | 58,9 %        | 41,1 %    |
| 1990  | 50,3 %        | 49,7 %    |
| 1992  | 57,7%         | 42,3 %    |
| 1994  | 64,2 %        | 35,8 %    |
| 1996  | 57,8 %        | 42,2 %    |
| 1998  | 71,0 %        | 29,0 %    |